# Христорождественский монастырь (Тверь)
Христорождественский монастырь — женский монастырь Тверской епархии Русской православной церкви, расположенный в Твери. До революции — третьеклассный необщежительный. Расположен в юго-западной части города близ реки Тьмаки. Один из храмов на территории монастыря служит с 1990-х кафедральным собором Тверской епархии.

## История
Точно неизвестно, кто и когда основал Христорождественский монастырь в Твери. Впервые упомянут в грамоте, датированной 1514 годом. Распространено предание, что обитель возникла в начале XV века по благословению святителя и чудотворца Арсения, епископа Тверского.
В Смутное время монастырь был разорён, долгое время находился в упадке. Но с конца XVII века стал благоустраиваться и достиг лучшего положения. Тем не менее до начала XIX века все постройки монастыря оставались деревянными. Главной святыней обители являлась чудотворная Тихвинская икона Богоматери, принесённая в монастырь в 1703 году.
Монастырский ансамбль в стиле классицизма сложился в первой половине XIX века. Первоначальные средства на строительные работы поступили от графини Анны Иродионовны Чернышёвой. На них была возведена надвратная церковь, а также игуменские покои с ризницей и трапезной. Нельзя исключать, что проект этих зданий подготовил Н. А. Львов.
Почин графини поддержали не раз посещавшие Христорождественскую обитель жена, мать и сёстры императора Александра Павловича. На их средства возводится грузный пятиглавый монастырский собор. Здание было вчерне закончено в 1812 году, но в сентябре 1813 года ночью внезапно обрушилось. Из насельниц никто не пострадал, так как на время Наполеоновского нашествия все монахини были эвакуированы в Молого-Афанасьевский монастырь.
Возведение нового собора по типичному для эпохи ампира проекту часто приписывают К. И. Росси, жившему в то время в Твери. Документальных подтверждений авторства не сохранилось. В 1820 г. новый собор освятил тверской архиепископ Филарет (Дроздов).
До революции 26 июня ежегодно устраивался крестный ход при большом стечении богомольцев. При монастыре имелось училище для девиц духовного звания. Монастырь был многолюден и регулярно посещался паломниками.
В 1920-е гг. монастырь был упразднён, сохранившиеся здания использовались в качестве хозяйственных помещений, а после Великой Отечественной войны Рождественский собор служил спортзалом. В 1988 году верующим был возвращён Воскресенский собор, а сам монастырь стал возрождаться с 1 апреля 1999 года.
По состоянию на 2010 года полностью отремонтирована Спасская церковь с настоятельским корпусом. Восстанавливаются разрушенные кирпичная ограда и колокольня. Интерьер Рождественского собора, за советские годы пришедшего в полное запустение, пока не восстановлен.
В 2018 году исторические здания монастыря были переданы в безвозмездное пользование Тверской епархии Русской православной церкви.
В 2024 году, было завершено строительство монастырской ограды.

## Храмы обители
До настоящего времени сохранились соборы Воскресения Христова и Рождества Христова, а также надвратная церковь Спаса с примыкающими трапезными и настоятельскими корпусами, больничная церковь Святой Троицы, Никольская церковь, юго-восточная угловая башня, а также ряд деревянных строений.
| Здание                                                                     | Время постройки | Фотография |
| -------------------------------------------------------------------------- | --------------- | ---------- |
| Собор Рождества Христова                                                   | 1820            |            |
| Собор Воскресения Христова                                                 | 1913            |            |
| Надвратная Спасская церковь с настоятельскими покоями, ризницей, трапезной | 1801—1805       |            |
| Больничная Троицкая церковь                                                | 1830—1832       |            |
| Церковь Царственных Страстотерпцев                                         | 2006            |            |